# Ectopleura marina
Ectopleura marina is een hydroïdpoliep uit de familie Tubulariidae. De poliep komt uit het geslacht Ectopleura. Ectopleura marina werd in 1902 voor het eerst wetenschappelijk beschreven door Torrey. 